# Hans Bon
Hans Bon (* 16. Dezember 1882 in Splügen; † 16. Juni 1950 in St. Moritz) war ein Schweizer Unternehmer und Sohn des Hotelpioniers Anton Bon. Er gilt als Vertreter der Schweizer Hotellerie in der ersten Hälfte des 20. Jahrhunderts.
Nach einer gastgewerblichen Ausbildung war Hans Bon im Familienbetrieb tätig. 1921 gelang es ihm, von den SBB die Restauration im Bahnhof Zürich als
Gesamtpächter zu übernehmen. 1923 übernahm Hans Bon als Direktor das von seinem Vater 1912 erbaute Luxushotel Suvretta House in St. Moritz. Zwischen 1923 und 1950 war er Präsident des Kur- und Verkehrsvereins St. Moritz und zwischen 1927 und 1950 des dortigen Hoteliervereins. Hans Bon war Initiant des Rennvereins St. Moritz, Rotkreuzdelegierter sowie Oberstleutnant der Schweizer Armee. 
Nach dem Tod von Hans Bon ging der Familienbetrieb mehrheitlich an seinen Schwiegersohn Rudolf Candrian-Bon über. Dieser übergab 1955 die Leitung des Suvretta House in St. Moritz an seinen Bruder Albert Candrian. 
Der von Hans Bon mit den SBB ausgehandelte Pachtvertrag im Hauptbahnhof Zürich konnte später mehrmals erfolgreich erneuert werden und wird heute von der von seinem Enkel Martin Candrian gegründeten Candrian Catering AG wahrgenommen.